# ستيوارت شو
ستيوارت شو (بالإنجليزية: Stuart Shaw)‏ (9 أكتوبر 1944 بليفربول في المملكة المتحدة - ) هو لاعب كرة قدم بريطاني في مركز جناح ‏. لعب مع بورت فايل وكريستال بالاس ونادي إيفرتون ونادي ساوثبورت وSkelmersdale United F.C. ‏ ونادي موركامب وSouth Liverpool F.C. ‏.

## وصلات خارجية
- ستيوارت شو على موقع قاعدة بيانات كرة القدم.إي يو (الإنجليزية)